# Équipe d'Andorre de football
Cet article traite de l'équipe masculine. Pour l'équipe féminine, voir Équipe d'Andorre féminine de football.
Maillots
Actualités
L'équipe d'Andorre de football est la sélection des joueurs de football andorrans représentant le pays lors des compétitions internationales, sous l'égide de la Fédération d'Andorre de football.
Après la création de la Federació Andorrana de Futbol en 1994, qui adhère à la FIFA et à l'UEFA en 1996, l'équipe nationale dispute la première rencontre de son histoire la même année face à l'Estonie. Les « Tricolors », surnom des joueurs de la sélection, n'ont jamais réussis à se qualifier pour une compétition internationale. Le bilan de l'équipe andorrane est relativement faible : l'équipe première, composée d'amateurs, n'a enregistré que des défaites hormis 29 matchs nuls et 14 victoires dont 7 en amical sur le score de 2-0 face à la Biélorussie le 26 avril 2000 (première victoire de leur histoire), face à l'Albanie le 17 avril 2002 et face à Saint-Marin à 2 reprises, le 22 février 2017 puis le 13 octobre 2024, ainsi que sur le score de 1-0 contre le Liechtenstein le 21 mars 2018, contre Saint-Kitts-et-Nevis le 25 mars 2022 et contre Grenade le 28 mars 2022. 4 victoires en éliminatoires de Coupe du monde ont été acquises le 13 octobre 2004 contre la Macédoine (1-0), le 9 juin 2017 contre la Hongrie (1-0), le 2 septembre 2021 contre Saint-Marin (2-0) et le 12 octobre 2021 à nouveau contre Saint-Marin (3-0), tandis qu'elle connaît sa première victoire en éliminatoires pour l'Euro, contre la Moldavie le 11 octobre 2019 (1-0). Enfin la sélection enregistre son premier succès en Ligue des nations le 10 juin 2022 lors de l'édition 2022-2023, à domicile contre le Liechtenstein (2-1) avant d'obtenir son deuxième succès dans la compétition en venant à bout du même adversaire lors du match retour le 22 septembre 2022 (2-0), de ce fait Andorre a réussi à empocher au moins une victoire dans chacune des compétitions officielles auxquelles elle a pris part.
Les Andorrans disputent la plupart de leurs rencontres à domicile à l'Estadi Nacional, stade d'une capacité de 3 306 places situé à Andorre-la-Vieille, capitale du pays.

## Histoire
Bien que la fédération andorrane ait été créée en 1994 et que le championnat national ait commencé en 1995, l'équipe nationale doit attendre son affiliation aux instances de la FIFA et de l'UEFA en 1996 pour disputer ses premiers matchs officiels,. L'équipe nationale joue son premier match contre l'Estonie à Andorre-la-Vieille et s'incline 1-6.
Le premier match d'Andorre dans une compétition officielle est une défaite 1-3 en Arménie le 5 septembre 1998 dans le cadre des éliminatoires de l'Euro 2000. La sélection nationale andorrane réussit plutôt son entrée en limitant ses défaites pour une sélection modeste. Andorre perd les dix matchs qualificatifs pour le tournoi, l'équipe lutte particulièrement dans les matchs à l'extérieur et n'enregistre aucune défaite par moins de deux buts d'écart. Andorre ne marque que trois buts, dont deux sur penalties. Andorre concède 28 buts, dont six en Russie (1-6). Elle s'illustre contre l'Ukraine (0-2) au stade communal d'Aixovall devant 900 spectateurs et surtout le 9 juin 1999 devant l'équipe de France, championne du monde en titre, qui ne peut obtenir mieux qu'une courte victoire (0-1) grâce à un penalty inscrit à cinq minutes de la fin du match par Frank Lebœuf ; les footballeurs andorrans ayant eu une défense solide (bien aidés par l'expulsion de Dugarry à la suite d'un mauvais geste sur un défenseur andorran).
Pour leur première campagne de qualification pour la Coupe du monde, les Andorrans perdent leur match d'ouverture en Estonie (0-1). Ils perdent le match suivant contre Chypre (2-3), mais marquent à cette occasion leurs premiers buts en éliminatoires de Coupe du monde. Après une nouvelle courte défaite devant l'Estonie (1-2), ils perdent tous leurs matchs et inscrivent leur seul but à l'extérieur en Irlande. Leur pire défaite (1-7) face au Portugal se joue sur un terrain neutre à Lérida. Andorre termine la campagne avec aucun point et 36 buts encaissés en dix matchs.
Dans la campagne de qualification pour l'Euro 2004, ils perdent à nouveau tous leurs matchs, marquant leur unique but lors d'une défaite en Bulgarie (1-2). Néanmoins, dans cette compétition les écarts sont plus faibles que jamais ; les Andorrans s'inclinant 0-3 devant la Bulgarie, la Croatie et la Belgique, 0-2 à deux reprises contre l'Estonie, 0-2 en Croatie et 0-1 face à la Belgique.
Par rapport aux normes de l'équipe d'Andorre, les éliminatoires pour la Coupe du monde 2006 sont un succès. Elle gagne le premier match de la compétition à domicile contre la Macédoine (1-0). En deuxième mi-temps, le milieu de terrain andorran Marc Bernaus, qui a joué en deuxième division espagnole, reçoit un ballon dégagé à l'entrée de la surface de réparation, reprend de volée pour inscrire le seul but du match. Après le match, l'entraîneur macédonien Dragan Kanatlarovski démissionne et qualifie la défaite de son équipe de « résultat honteux, une humiliation ». Andorre enregistre ensuite deux matchs nuls et vierges, en Macédoine et à domicile contre la Finlande. Ces éliminatoires sont à ce moment-là les seuls dans lesquels Andorre a marqué des points.

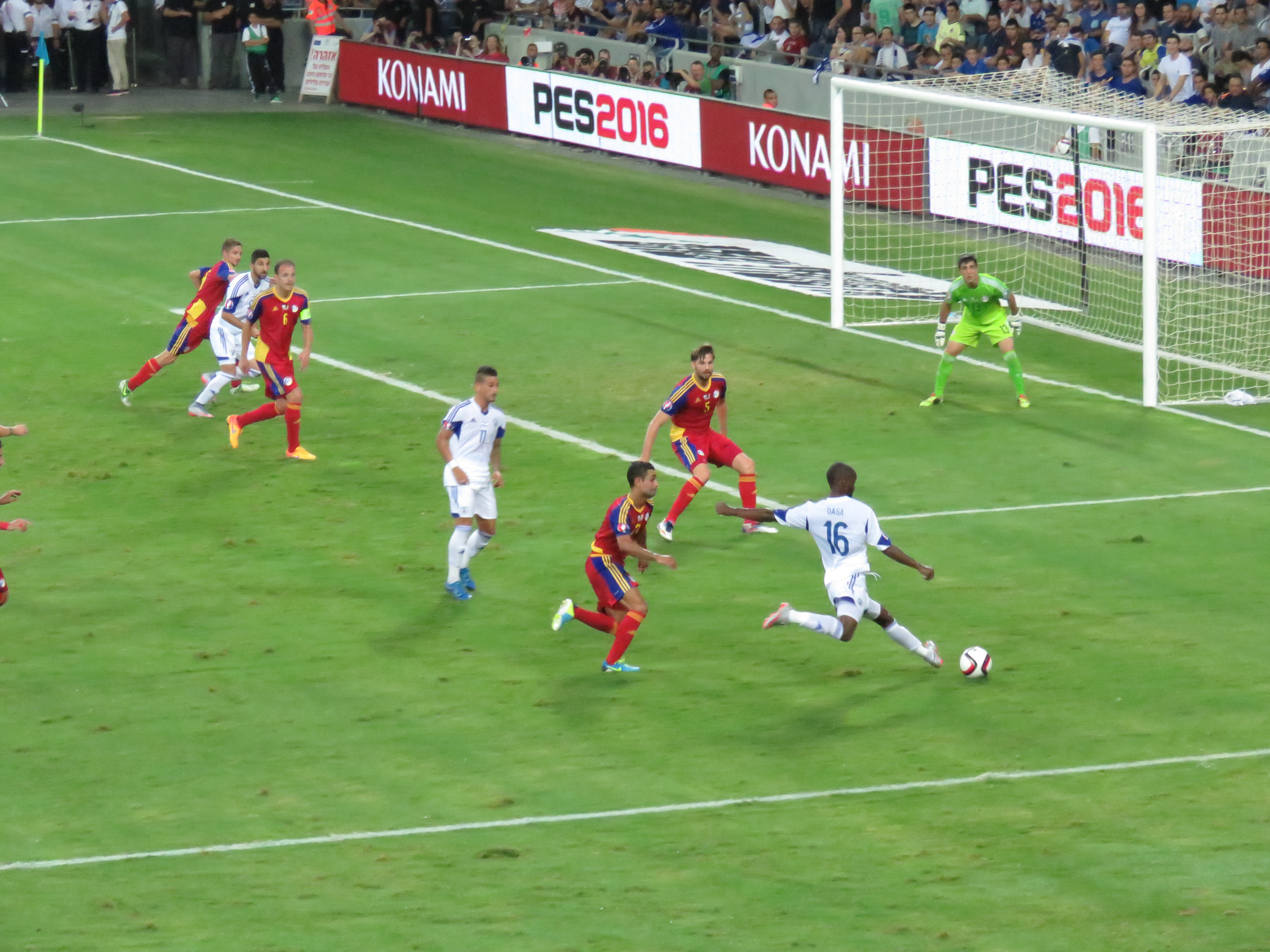
Match contre Israël en 2015 (0-4).

En qualification pour l'Euro 2008, Andorre perd de nouveau chaque match. Le match le plus serré est contre la Russie, une défaite 0-1 le 21 novembre 2007, qui valide la qualification de la Russie aux dépens de l'Angleterre. A contrario, leur plus grande défaite est un 0-7 devant la Croatie à Zagreb, soit leur pire défaite en compétition de l'UEFA. Andorre ne marque que deux buts et concède 42 buts sur un total de douze matchs.
Les Andorrans perdent leurs dix matchs éliminatoires de la Coupe du monde 2010, marquant trois buts lors de défaites face à la Biélorussie et le Kazakhstan, et encaissant 39 buts, dont six en un match face à l'Angleterre. La qualification pour l'Euro 2012 se termine d'une manière similaire ; ils perdent leurs dix matchs, marquant un seul but et en concédant 25 ; leurs meilleurs résultats étant deux défaites d'un but face à la Slovaquie et une défaite 1-3 en Irlande. Les éliminatoires de la Coupe du monde 2014 sont encore plus désastreux, Andorre perdant tous ses matchs, encaissant trente buts sans en marquer. Si Andorre perd à nouveau tous ses matchs éliminatoires pour l'Euro 2016, elle parvient à marquer un but lors de quatre de ses cinq matchs à domicile.
Le 22 février 2017, Andorre bat Saint-Marin (2-0) en match amical à Serravalle, mettant un terme à 12 ans et 132 jours sans victoire. Le 9 juin 2017, Andorre gagne face à la Hongrie (1-0) lors d'un match qualificatif de la Coupe du monde, sa première victoire en compétition officielle depuis 2004.
Lors de la première édition de la Ligue des nations en 2018-2019, Andorre est dans le groupe 1 de la Ligue D et termine dernière de son groupe avec 4 points, grâce à 4 matchs nuls contre deux défaites, avec le même nombre de points que la Lettonie mais une différence de buts plus faible. La sélection de la principauté aura réussi à terminer invaincue à domicile et a à chaque fois tenu la Lettonie en échec (0-0 lors des deux rencontres).
Placé dans le groupe H des éliminations à l'Euro 2021, Andorre réussit pour la première fois de son histoire à remporter un match qualificatif pour une phase finale d'un Euro, à domicile face à la Moldavie (1-0) et elle réussit aussi pour la première fois à éviter la dernière place d'un groupe d'éliminatoires à une phase finale d'une compétition internationale aux dépens des Moldaves, à la faveur d'un match nul inattendu sur le terrain de l'Albanie (2-2). Elle aura également longtemps résisté aux Turcs à l'extérieur, encaissant l'unique but à la 89e minute, après être passé proche du 0-0.
Lors de la deuxième édition de la Ligue des nations en 2020-2021, Andorre est dans le groupe 1 de la Ligue D et termine encore une fois à la dernière place de son groupe avec 2 points, avec un bilan de 2 matchs nuls contre 4 défaites pour un but inscrit contre 11 encaissés.
Le 7 décembre 2020, à l'issue du tirage au sort pour les éliminatoires de la Coupe du monde 2022, Andorre se voit offrir une occasion d'engranger de nouveaux succès en compétition officielle puisqu'elle est placée dans le groupe I où elle retrouvera parmi ses cinq adversaires Saint-Marin, l'équipe la moins bien placée du dernier pot et qu'elle n'a affrontée avant cela qu'une seule fois en match amical (à l'extérieur le 22 février 2017 pour une victoire 2-0). Ses autres adversaires sont l'Albanie (contre laquelle elle a obtenu le nul 2-2 à l'extérieur en qualifications à l'Euro 2021), la Hongrie (qu'elle a battu à domicile 1-0 lors des éliminatoires du Mondial 2018), la Pologne et l'Angleterre. Le 2 septembre 2021, Andorre signe un 3e succès lors des éliminatoires d'un Mondial, à domicile contre Saint-Marin (2-0). Le 12 octobre 2021, Andorre signe un 4e succès lors des éliminatoires d'un Mondial, en disposant une nouvelle fois de Saint-Marin lors du match retour (3-0). En outre, c'est une première à plusieurs égards : il s'agit de la plus large victoire andorrane de son histoire, mais aussi la première fois que la sélection pyrénéenne parvient à inscrire 3 buts au cours d'une même rencontre ; enfin elle réussit également pour la première fois de son histoire à signer 2 succès lors d'une même phase qualificative et empocher 6 points. Elle perd en revanche toutes ses rencontres contre ses quatre autres adversaires et termine avant-dernière du groupe avec 6 unités, pour un bilan de 2 victoires et 8 défaites.
Le 25 mars 2022, Andorre dispose à domicile de Saint-Kitts-et-Nevis (1-0), signant son premier succès contre une équipe non-européenne. 3 jours plus tard, Andorre a battu une autre équipe non-européenne avec une victoire à domicile sur le même score contre Grenade. Le 10 juin 2022, à l'occasion de l'édition 2022-2023 de la Ligue des nations, Andorre l'emporte à domicile contre le Liechtenstein (2-1), avec à la clé une réalisation spectaculaire de Jesús Rubio d'un lob de 60 mètres sur le 2e but andorran, signant ainsi son premier succès dans cette compétition au bout de sa 3e participation. En outre, ce succès permet à la sélection pyrénéenne d'avoir réussi à empocher au moins une victoire dans chacune des compétitions officielles auxquelles elle a pris part. Le 22 septembre, Andorre bat à nouveau le Liechtenstein lors du match retour à Vaduz (2-0), ce qui lui permet de décrocher sa première victoire à l'extérieur dans le cadre de la Ligue des nations. La sélection pyrénéenne totalise 8 points à l'issue de cette édition grâce à deux matchs nuls à domicile contre la Moldavie (0-0) et la Lettonie (1-1), terminant invaincue à domicile et perdant seulement deux matchs à l'extérieur contre les Lettons et les Moldaves, soit son meilleur bilan comptable en phase de poules toutes compétitions confondues.

## Résultats

### Parcours en Coupe du monde
| Année | Position     |      | Année         | Position |                       | Année | Position |
| 1930  | Non inscrite | 1974 | Non inscrite  | 2010     | Non qualifiée         |       |          |
| 1934  | Non inscrite | 1978 | Non inscrite  | 2014     | Non qualifiée         |       |          |
| 1938  | Non inscrite | 1982 | Non inscrite  | 2018     | Non qualifiée         |       |          |
| 1950  | Non inscrite | 1986 | Non inscrite  | 2022     | Non qualifiée         |       |          |
| 1954  | Non inscrite | 1990 | Non inscrite  | 2026     | Éliminatoire en cours |       |          |
| 1958  | Non inscrite | 1994 | Non inscrite  | 2030     | À venir               |       |          |
| 1962  | Non inscrite | 1998 | Non inscrite  | 2034     | À venir               |       |          |
| 1966  | Non inscrite | 2002 | Non qualifiée |          |                       |       |          |
| 1970  | Non inscrite | 2006 | Non qualifiée |          |                       |       |          |

### Parcours en Championnat d'Europe
Comme pour la Coupe du monde, l'équipe d'Andorre ne s'est jamais qualifiée pour le Championnat d'Europe. Elle est inscrite pour la première fois dans des éliminatoires pour l'Euro 2000 en Belgique et aux Pays-Bas.
| Année | Position     |      | Année         | Position |               | Année | Position |
| 1960  | Non inscrite | 1988 | Non inscrite  | 2016     | Non qualifiée |       |          |
| 1964  | Non inscrite | 1992 | Non inscrite  | 2021     | Non qualifiée |       |          |
| 1968  | Non inscrite | 1996 | Non inscrite  | 2024     | Non qualifiée |       |          |
| 1972  | Non inscrite | 2000 | Non qualifiée | 2028     | À venir       |       |          |
| 1976  | Non inscrite | 2004 | Non qualifiée | 2032     | À venir       |       |          |
| 1980  | Non inscrite | 2008 | Non qualifiée |          |               |       |          |
| 1984  | Non inscrite | 2012 | Non qualifiée |          |               |       |          |

### Parcours en Ligue des nations de l'UEFA
| Édition   | Ligue | Phase de Groupe | Phase de Groupe | Phase de Groupe | Phase de Groupe | Phase de Groupe | Phase de Groupe | Phase de Groupe | Phase finale | Phase finale | Phase finale | Phase finale | Phase finale | Phase finale | Phase finale | Phase finale |
| Édition   | Ligue | Class.          | M               | V               | N               | D               | bp              | bc              | Pays hôte    | Résultat     | M            | V            | N            | D            | bp           | bc           |
| --------- | ----- | --------------- | --------------- | --------------- | --------------- | --------------- | --------------- | --------------- | ------------ | ------------ | ------------ | ------------ | ------------ | ------------ | ------------ | ------------ |
| 2018-2019 | D     | 4/4             | 6               | 0               | 4               | 2               | 2               | 9               | 2019         | Inéligible   | Inéligible   | Inéligible   | Inéligible   | Inéligible   | Inéligible   | Inéligible   |
| 2020-2021 | D     | 4/4             | 6               | 0               | 2               | 4               | 1               | 11              | 2021         | Inéligible   | Inéligible   | Inéligible   | Inéligible   | Inéligible   | Inéligible   | Inéligible   |
| 2022-2023 | D     | 3/4             | 6               | 2               | 2               | 2               | 6               | 7               | 2023         | Inéligible   | Inéligible   | Inéligible   | Inéligible   | Inéligible   | Inéligible   | Inéligible   |
| 2024-2025 | D     | 3/3             | 4               | 0               | 1               | 3               | 0               | 4               | 2025         | Inéligible   | Inéligible   | Inéligible   | Inéligible   | Inéligible   | Inéligible   | Inéligible   |
| Total     | Total | Total           | 22              | 2               | 9               | 11              | 9               | 31              | Total        | Total        | 0            | 0            | 0            | 0            | 0            | 0            |

## Liste des buts internationaux
L'Andorre a marqué peu de buts internationaux en compétition officielle ou en match amicaux (matchs qualificatifs pour un Championnat d'Europe de football ou une Coupe du monde de la FIFA et Ligue des Nations). La liste ci-dessous est exhaustive.
|     | Date               | Lieu                                                  | Adversaire                 | Compétitions                            | Buteur(s)          | Résultat | Notes                            |
| --- | ------------------ | ----------------------------------------------------- | -------------------------- | --------------------------------------- | ------------------ | -------- | -------------------------------- |
| 1.  | 13 novembre 1996   | Estadi Communal, Aixovall, Andorre                    | Estonie                    | Match amical                            | Augusti Pol        | 1 - 6    |                                  |
| 2.  | 22 juin 1997       | Kuressaare Linnastaadion, Kuressaare, Estonie         | Estonie                    | Match amical                            | Ildefons Lima      | 4 - 1    |                                  |
| 3.  | 25 juin 1997       | Stade Daugava, Riga, Lettonie                         | Lettonie                   | Match amical                            | Óscar Sonejee      | 4 - 1    |                                  |
| 4.  | 22 juin 1998       | Kuressaare Linnastaadion, Kuressaare, Estonie         | Estonie                    | Match amical                            | Jesús Lucendo      | 2 - 1    |                                  |
| 5.  | 5 septembre 1998   | Stade Hrazdan, Erevan, Arménie                        | Arménie                    | Éliminatoires euro 2000                 | Jesús Lucendo      | 3 - 1    | Sur penalty.                     |
| 6.  | 31 mars 1999       | RZD Arena, Moscou, Russie                             | Russie                     | Éliminatoires euro 2000                 | Justo Ruiz         | 6 - 1    |                                  |
| 7.  | 8 septembre 1999   | Estadi Communal, Aixovall, Andorre                    | Russie                     | Éliminatoires euro 2000                 | Justo Ruiz         | 1 - 2    | Sur penalty.                     |
| 8.  | 8 février 2000     | Ta' Qali National Stadium, Ta'Qali, Malte             | Malte                      | Match amical                            | Óscar Sonejee      | 1 - 1    |                                  |
| 9.  | 26 avril 2000      | Estadi Communal, Aixovall, Andorre                    | Biélorussie                | Match amical                            | Jesús Lucendo      | 2 - 0    |                                  |
| 10. | 26 avril 2000      | Estadi Communal, Aixovall, Andorre                    | Biélorussie                | Match amical                            | Juli Sanchez       | 2 - 0    |                                  |
| 11. | 2 septembre 2000   | Estadi Communal, Aixovall, Andorre                    | Chypre                     | Éliminatoires coupe du monde 2002       | Emiliano González  | 2 - 3    |                                  |
| 12. | 2 septembre 2000   | Estadi Communal, Aixovall, Andorre                    | Chypre                     | Éliminatoires coupe du monde 2002       | Ildefons Lima      | 2 - 3    |                                  |
| 13. | 7 octobre 2000     | Estadi Communal, Aixovall, Andorre                    | Estonie                    | Éliminatoires coupe du monde 2002       | Justo Ruiz         | 1 - 2    | Sur penalty.                     |
| 14. | 25 avril 2001      | Lansdowne Road Stadium, Dublin, Irlande               | République d'Irlande       | Éliminatoires coupe du monde 2002       | Ildefons Lima      | 3 - 1    |                                  |
| 15. | 1er septembre 2001 | Estadi Communal, Lérida, Espagne                      | Portugal                   | Éliminatoires coupe du monde 2002       | Roberto Jonás      | 7 - 1    |                                  |
| 16. | 27 mars 2002       | Ta' Qali National Stadium, Ta'Qali, Malte             | Malte                      | Match amical                            | Ildefons Lima      | 1 - 1    |                                  |
| 17. | 17 avril 2002      | Estadi Communal, Aixovall, Andorre                    | Albanie                    | Match amical                            | Emiliano González  | 2 - 0    | Sur penalty.                     |
| 18. | 17 avril 2002      | Estadi Communal, Aixovall, Andorre                    | Albanie                    | Match amical                            | Manolo Jiménez     | 2 - 0    |                                  |
| 19. | 16 octobre 2002    | Stade National Vassil-Levski, Sofia, Bulgarie         | Bulgarie                   | Éliminatoires euro 2004                 | Antoni Lima        | 2 - 1    |                                  |
| 20. | 8 septembre 2004   | Estadi Communal, Aixovall, Andorre                    | Roumanie                   | Éliminatoires coupe du monde 2006       | Marc Pujol         | 1 - 5    | Sur penalty.                     |
| 21. | 13 octobre 2004    | Estadi Communal, Aixovall, Andorre                    | Macédoine du Nord          | Éliminatoires coupe du monde 2006       | Marc Bernaus       | 1 - 0    |                                  |
| 22. | 26 mars 2005       | Stade Républicain Vazgen-Sargsian, Erevan, Arménie    | Arménie                    | Éliminatoires coupe du monde 2006       | Fernando Silva     | 2 - 1    |                                  |
| 23. | 4 juin 2005        | Stadion u Nisy, Liberec, République Tchèque           | Tchéquie                   | Éliminatoires coupe du monde 2006       | Gabriel Riera      | 8 - 1    |                                  |
| 24. | 6 septembre 2006   | Stade de Goffert, Nimègue, Pays-Bas                   | Israël                     | Éliminatoires euro 2008                 | Juli Fernández     | 4 - 1    |                                  |
| 25. | 22 août 2007       | A. Le Coq Arena, Tallinn, Estonie                     | Estonie                    | Éliminatoires euro 2008                 | Fernando Silva     | 2 - 1    |                                  |
| 26. | 4 juin 2008        | Estadi Communal, Aixovall, Andorre                    | Azerbaïdjan                | Match amical                            | Ildefons Lima      | 1 - 2    |                                  |
| 27. | 10 septembre 2008  | Estadi Communal, Aixovall, Andorre                    | Biélorussie                | Éliminatoires coupe du monde 2010       | Marc Pujol         | 1 - 3    | Sur penalty.                     |
| 28. | 11 février 2009    | Estádio Municipal, Albufeira, Portugal                | Lituanie                   | Match amical                            | Ildefons Lima      | 1 - 3    | Sur penalty.                     |
| 29. | 6 juin 2009        | Stade Neman, Hrodna, Biélorussie                      | Biélorussie                | Éliminatoires coupe du monde 2010       | Ildefons Lima      | 5 - 1    | Sur penalty.                     |
| 30. | 9 septembre 2009   | Estadi Communal, Aixovall, Andorre                    | Kazakhstan                 | Éliminatoires coupe du monde 2010       | Óscar Sonejee      | 1 - 3    |                                  |
| 31. | 7 septembre 2010   | Lansdowne Road Stadium, Dublin, Irlande               | République d'Irlande       | Éliminatoires euro 2012                 | Cristian Martínez  | 3 - 1    |                                  |
| 32. | 9 février 2011     | Estádio Municipal, Lagos, Portugal                    | Moldavie                   | Match amical                            | Josep Ayala        | 2 - 1    |                                  |
| 33. | 14 août 2013       | Stade Zimbru, Chișinău, Moldavie                      | Moldavie                   | Match amical                            | Óscar Sonejee      | 1 - 1    |                                  |
| 34. | 9 septembre 2014   | Estadi Nacional, Andorre la Vieille, Andorre          | Pays de Galles             | Éliminatoires euro 2016                 | Ildefons Lima      | 1 - 2    | Sur penalty.                     |
| 35. | 13 octobre 2014    | Estadi Nacional, Andorre la Vieille, Andorre          | Israël                     | Éliminatoires euro 2016                 | Ildefons Lima      | 1 - 4    | Sur penalty.                     |
| 36. | 12 juin 2015       | Estadi Nacional, Andorre la Vieille, Andorre          | Chypre                     | Éliminatoires euro 2016                 | -                  | 1 - 3    | Contre son camp de Dossa Júnior. |
| 37. | 10 octobre 2015    | Estadi Nacional, Andorre la Vieille, Andorre          | Belgique                   | Éliminatoires euro 2016                 | Ildefons Lima      | 1 - 4    | Sur penalty.                     |
| 38. | 11 octobre 2016    | Estadi Nacional, Andorre la Vieille, Andorre          | Suisse                     | Éliminatoires coupe du monde 2018       | Alexandre Martínez | 1 - 2    |                                  |
| 39. | 22 février 2017    | Stadio Olimpico, Serravalle, Saint-Marin              | Saint-Marin                | Match amical                            | Ildefons Lima      | 0 - 2    | Sur penalty.                     |
| 40. | 22 février 2017    | Stadio Olimpico, Serravalle, Saint-Marin              | Saint-Marin                | Match amical                            | Cristian Martínez  | 0 - 2    |                                  |
| 41. | 9 juin 2017        | Estadi Nacional, Andorre la Vieille, Andorre          | Hongrie                    | Éliminatoires coupe du monde 2018       | Marc Rebés         | 1 - 0    |                                  |
| 42. | 21 mars 2018       | Estadio Municipal, La Línea de la Concepción, Espagne | Liechtenstein              | Match amical                            | Marc Rebés         | 0 - 1    |                                  |
| 43. | 10 septembre 2018  | Estadi Nacional, Andorre la Vieille, Andorre          | Kazakhstan                 | Ligue des Nations 2018-2019             | Jordi Aláez        | 1 - 1    |                                  |
| 44. | 15 novembre 2018   | Estadi Nacional, Andorre la Vieille, Andorre          | Géorgie                    | Ligue des Nations 2018-2019             | Cristian Martínez  | 1 - 1    |                                  |
| 45. | 11 octobre 2019    | Estadi Nacional, Andorre la Vieille, Andorre          | Moldavie                   | Éliminatoires Euro 2020                 | Marc Vales         | 1 - 0    |                                  |
| 46. | 15 novembre 2019   | Elbasan Arena, Elbasan, Albanie                       | Albanie                    | Éliminatoires Euro 2020                 | Cristian Martínez  | 2 - 2    |                                  |
| 47. | 15 novembre 2019   | Elbasan Arena, Elbasan, Albanie                       | Albanie                    | Éliminatoires Euro 2020                 | Cristian Martínez  | 2 - 2    |                                  |
| 48. | 7 octobre 2020     | Estadi Nacional, Andorre la Vieille, Andorre          | Cap-Vert                   | Match amical                            | -                  | 1 - 2    | Contre son camp de Carlos Ponck  |
| 49. | 14 novembre 2020   | Ta' Qali Stadium, Ta' Qali, Malte                     | Malte                      | Ligue des Nations 2020-2021             | Marc Rebés         | 3 - 1    |                                  |
| 50. | 31 mars 2021       | Estadi Nacional, Andorre-la-Vieille, Andorre          | Hongrie                    | Éliminatoires de la Coupe du monde 2022 | Marc Pujol         | 1 - 4    | Sur penalty.                     |
| 51. | 3 juin 2021        | Estadi Nacional, Andorre-la-Vieille, Andorre          | République d'Irlande       | Match amical                            | Marc Vales         | 1 - 4    |                                  |
| 52. | 2 septembre 2021   | Estadi Nacional, Andorre-la-Vieille, Andorre          | Saint-Marin                | Éliminatoires de la Coupe du monde 2022 | Marc Vales         | 2 - 0    |                                  |
| 53. | 2 septembre 2021   | Estadi Nacional, Andorre-la-Vieille, Andorre          | Saint-Marin                | Éliminatoires de la Coupe du monde 2022 | Marc Vales         | 2 - 0    |                                  |
| 54. | 8 septembre 2021   | Puskàs Aréna, Budapest, Hongrie                       | Hongrie                    | Éliminatoires de la Coupe du monde 2022 | Max Llovera        | 2 - 1    |                                  |
| 55  | 12 octobre 2021    | Stadio Olimpico, Serravalle, Saint-Marin              | Saint-Marin                | Éliminatoires de la Coupe du monde 2022 | Marc Pujol         | 0 - 3    |                                  |
| 56. | 12 octobre 2021    | Stadio Olimpico, Serravalle, Saint-Marin              | Saint-Marin                | Éliminatoires de la Coupe du monde 2022 | Sergi Moreno       | 0 - 3    |                                  |
| 57. | 12 octobre 2021    | Stadio Olimpico, Serravalle, Saint-Marin              | Saint-Marin                | Éliminatoires de la Coupe du monde 2022 | Cucu               | 0 - 3    |                                  |
| 58. | 12 novembre 2021   | Estadi Nacional, Andorre-la-Vieille, Andorre          | Pologne                    | Éliminatoires de la Coupe du monde 2022 | Marc Vales         | 1 - 4    |                                  |
| 59. | 25 mars 2022       | Estadi Nacional, Andorre-la-Vieille, Andorre          | Saint-Christophe-et-Niévès | Match amical                            | Jordi Aláez        | 1 - 0    |                                  |
| 60. | 28 mars 2022       | Estadi Nacional, Andorre-la-Vieille, Andorre          | Grenade                    | Match amical                            | Víctor Bernat      | 1 - 0    |                                  |
| 61. | 10 juin 2022       | Estadi Nacional, Andorre-la-Vieille, Andorre          | Liechtenstein              | Ligue des nations 2022-2023             | Jordi Aláez        | 2 - 1    | Sur penalty                      |
| 62. | 10 juin 2022       | Estadi Nacional, Andorre-la-Vieille, Andorre          | Liechtenstein              | Ligue des nations 2022-2023             | Jesús Rubio        | 2 - 1    |                                  |
| 63. | 14 juin 2022       | Stade Zimbru, Chișinău, Moldavie                      | Moldavie                   | Ligue des nations 2022-2023             | Márcio Vieira      | 2 - 1    |                                  |
| 64. | 22 septembre 2022  | Rheinpark Stadion, Vaduz, Liechtenstein               | Liechtenstein              | Ligue des nations 2022-2023             | Berto Rosas        | 0 - 2    |                                  |
| 65. | 22 septembre 2022  | Rheinpark Stadion, Vaduz, Liechtenstein               | Liechtenstein              | Ligue des nations 2022-2023             | Joan Cervós        | 0 - 2    |                                  |
| 66. | 25 septembre 2022  | Estadi Nacional, Andorre-la-Vieille, Andorre          | Lettonie                   | Ligue des nations 2022-2023             | Berto Rosas        | 1 - 1    |                                  |
| 67. | 28 mars 2023       | Stade de Fadil Vokrri, Pristina, Kosovo               | Kosovo                     | Éliminatoires de l'Euro 2024            | Berto Rosas        | 1 - 1    |                                  |
| 68. | 16 juin 2023       | Estadi Nacional, Andorre-la-Vieille, Andorre          | Suisse                     | Éliminatoires de l'Euro 2024            | Márcio Vieira      | 1 - 2    |                                  |
| 69. | 19 juin 2023       | Stade Teddy, Jérusalem, Israël                        | Israël                     | Éliminatoires de l'Euro 2024            | Berto Rosas        | 2 - 1    |                                  |
| 70. | 21 mars 2024       | Stade du 19 mai 1956, Annaba, Algérie                 | Afrique du Sud             | Match amical                            | Cucu               | 1 - 1    |                                  |
| 71. | 13 octobre 2024    | Estadi Nacional, Andorre la Vieille, Andorre          | Saint-Marin                | Match amical                            | Berto Rosas        | 2 - 0    |                                  |
| 72. | 13 octobre 2024    | Estadi Nacional, Andorre la Vieille, Andorre          | Saint-Marin                | Match amical                            | Marc Pujol         | 2 - 0    |                                  |

## Records
| Rang | Sélections | Joueur             | Carrière  | Buts |
| ---- | ---------- | ------------------ | --------- | ---- |
| 1    | 137        | Ildefons Lima      | 1997-2023 | 11   |
| 2    | 129        | Márcio Vieira      | 2005-     | 2    |
| 3    | 120        | Marc Pujol         | 2000-     | 4    |
| 4    | 106        | Óscar Sonejee      | 1997-2015 | 4    |
| 5    | 97         | Marc Vales         | 2008-     | 5    |
| 6    | 86         | Josep Gómes        | 2006-     | 0    |
| 8    | 85         | Moises San Nicolàs | 2012-     | 0    |
| 8    | 84         | Josep Ayala        | 2002-2017 | 1    |
| 9    | 79         | Manolo Jiménez     | 1998-2012 | 1    |
| 10   | 78         | Koldo Álvarez      | 1998-2009 | 0    |

| Rang | Buts | Joueur            | Carrière  | Sélections | Ratio |
| ---- | ---- | ----------------- | --------- | ---------- | ----- |
| 1    | 11   | Ildefons Lima     | 1997-2023 | 137        | 0,08  |
| 2    | 5    | Cristian Martínez | 2009-     | 77         | 0,06  |
| 2    | 5    | Marc Vales        | 2008-     | 94         | 0,05  |
| 2    | 5    | Berto Rosas       | 2021-     | 19         | 0,26  |
| 2    | 5    | Marc Pujol        | 2000-     | 120        | 0,04  |
| 6    | 4    | Óscar Sonejee     | 1997-2015 | 106        | 0,04  |
| 7    | 3    | Jesús Lucendo     | 1996-2003 | 29         | 0,1   |
| 7    | 3    | Emiliano González | 1998-2003 | 37         | 0,08  |
| 7    | 3    | Jordi Aláez       | 2016-     | 60         | 0,05  |
| 7    | 3    | Marc Rebés        | 2015-     | 64         | 0,04  |

Les joueurs en gras sont encore en activité.

## Sélectionneurs
Mis à jour après Serbie - Andorre du 10 juin 2025.
| Sélectionneur | Période   | Matchs | Gagnés | Nuls | Perdus | BM | BE  | Dif  | Gagnés % | Nul %  | Perdus % |
| ------------- | --------- | ------ | ------ | ---- | ------ | -- | --- | ---- | -------- | ------ | -------- |
| Isidre Codina | 1996      | 1      | 0      | 0    | 1      | 1  | 6   | -5   | 0%       | 0%     | 100%     |
| Miluir Macedo | 1997-1999 | 13     | 0      | 2    | 11     | 5  | 34  | -29  | 0%       | 15,38% | 84,62%   |
| David Rodrigo | 1999-2009 | 75     | 3      | 7    | 65     | 24 | 220 | -196 | 4%       | 9,33%  | 86,67%   |
| Koldo Álvarez | 2010-     | 131    | 11     | 20   | 100    | 42 | 270 | -228 | 8,39%    | 15,26% | 76,33%   |
| TOTAL         |           |        |        |      |        |    |     |      |          |        |          |
| 1996-2024     | 1996-2024 | 219    | 14     | 29   | 177    | 72 | 523 | -451 | 6,39%    | 13,24% | 80,82%   |

## Classement FIFA
| Année              | 1996 | 1997 | 1998 | 1999 | 2000 | 2001 | 2002 | 2003 | 2004 | 2005 | 2006 | 2007 | 2008 | 2009 | 2010 | 2011 | 2012 | 2013 | 2014 | 2015 | 2016 | 2017 | 2018 | 2019 | 2020 | 2021 | 2022 | 2023 | 2024 |
| ------------------ | ---- | ---- | ---- | ---- | ---- | ---- | ---- | ---- | ---- | ---- | ---- | ---- | ---- | ---- | ---- | ---- | ---- | ---- | ---- | ---- | ---- | ---- | ---- | ---- | ---- | ---- | ---- | ---- | ---- |
| Classement mondial | 187  | 185  | 171  | 145  | 145  | 140  | 137  | 147  | 138  | 125  | 164  | 175  | 194  | 202  | 202  | 206  | 204  | 198  | 201  | 201  | 203  | 138  | 133  | 135  | 151  | 155  | 153  | 164  | 171  |